# Grönstakolonin

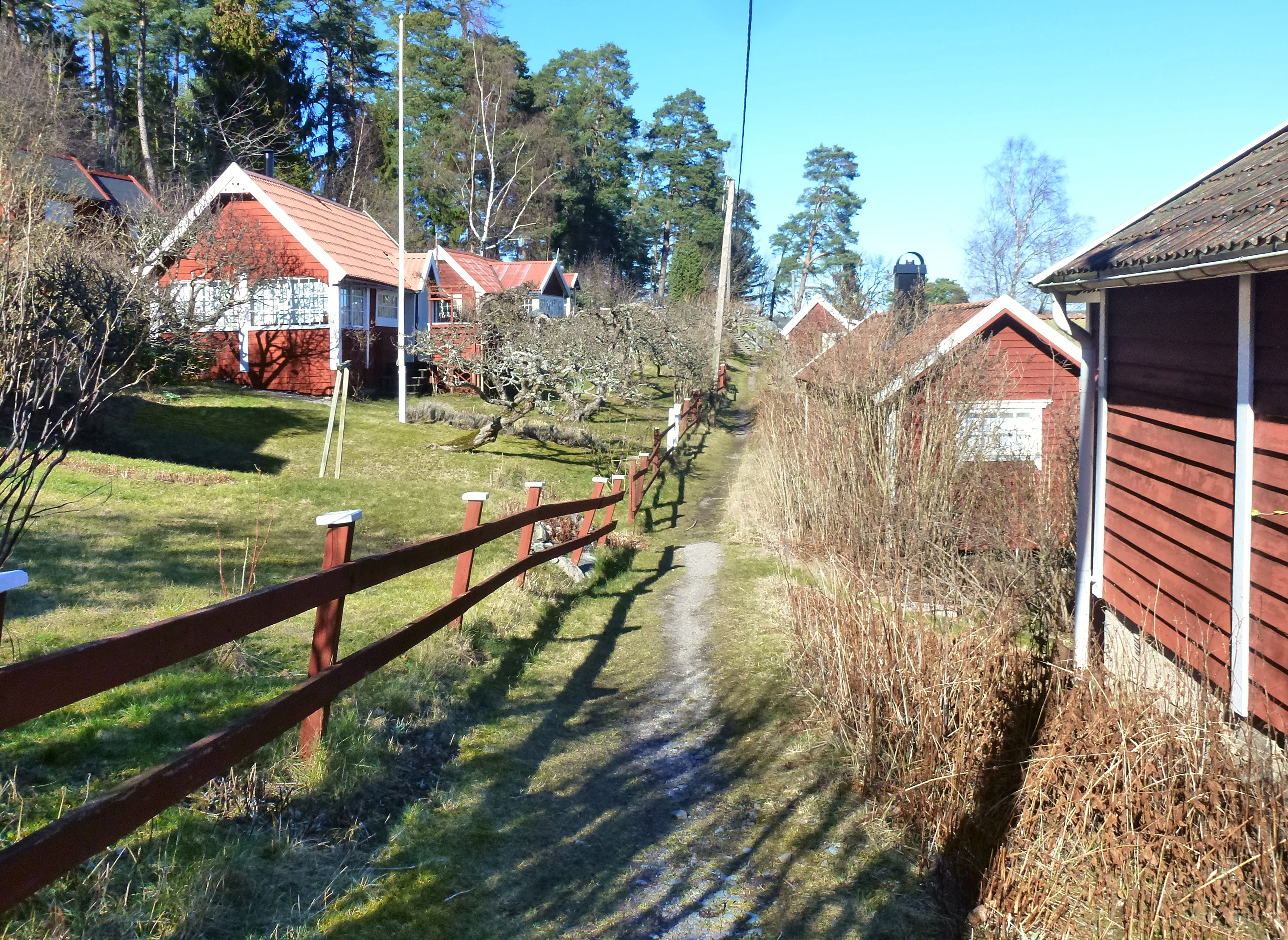
Grönstakolonins "Bygata" mot norr i mars 2020.

Grönstakolonin är ett sportstugeområde i kommundelen Grönsta vid Askrikefjärden på nordvästra Lidingö kommun. Grönstakolonin anlades 1910 och är Sveriges äldsta sportstugeområde. Grönstakolonin har av Riksantikvarieämbetet 1987 förklarats vara av riksintresse för kulturmiljövården med motiveringen att området ”utgjort en förebild för senare sommarstugeområden av mer folklig karaktär”.

## Historik

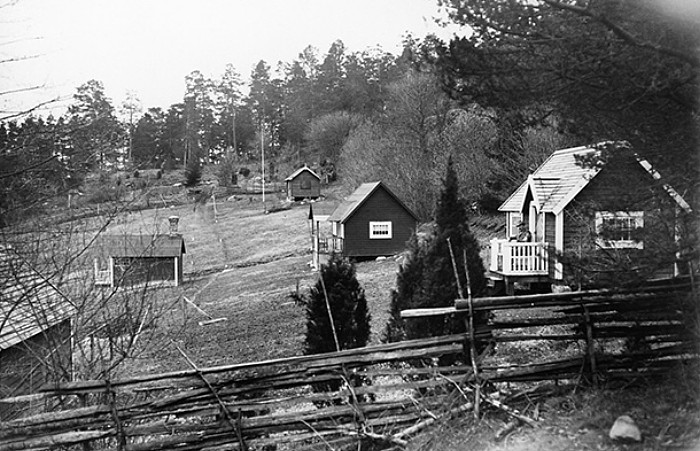
Grönstakolonin omkring 1913.

På nordvästra Lidingö ligger två av Sveriges äldsta sportstugeområden: Grönstakolonin (grundad 1910) och Trolldalen (grundad 1912), båda initierades av Stig Milles, yngre bror till den kände skulptören Carl Milles. Grönstakolonin anlades på en tidigare åker i en strandsluttning mot Grönstaviken som är en del av Askrikefjärden. Grönsta var ursprungligen ett torp som på 1650-talet inrättades till Lidingös första komministerboställe. Stället var sedan prästgård för Lidingö församling i över 300 år.
Området arrenderades av Föreningen koloniträdgårdar i Stockholm. Föreningen bildades 1906 av Anna Lindhagen, dotter till politikern Albert Lindhagen. Hon var själv mycket engagerad i tillkomsten av Stockholms koloniträdgårdar. Det primära i Grönsta var dock inte odling av frukt och grönt för eget behov utan viktigast var att få tillfälle att vistas i fria naturen. Milles lät stycka upp området i fem tomter och hyrde i sin tur ut dessa till intressenter som där byggde små stugor. 1911 utgjorde årshyran 30 kronor för tomterna. 
Området delas av en smal bäck och bebyggelsen anordnades på båda sidor om den. Inåt land reser sig en brant klippvägg. Genom området gick då som nu en mindre stig, kallad ”Bygatan”. Nere vid vattnet fanns en dricksvattenpump, som länge var den enda vattenkällan i området och en gemensam träffpunkt. Pumpen finns kvar dock ur funktion. Vid ingången till området står ett knuttimrat härbre i två våningar som 1924 flyttades hit från Dalarna. Att återanvända äldre uthus eller bygga nya fritidshus i ”dalastil” var inte ovanligt vid den tiden. Grönstakolonin blev snabbt populär och efter kort tid fanns ett tiotal stugor som huvudsakligen nyttjades av Stockholmare. Kommunikationerna från centrala Stockholm var med ångbåt eller med Lidingöbanan som hade sin ändhållplats vid Kyrkviken efter 1908. I en av de första stugorna bodde Anna Lindhagen.

### Utförande

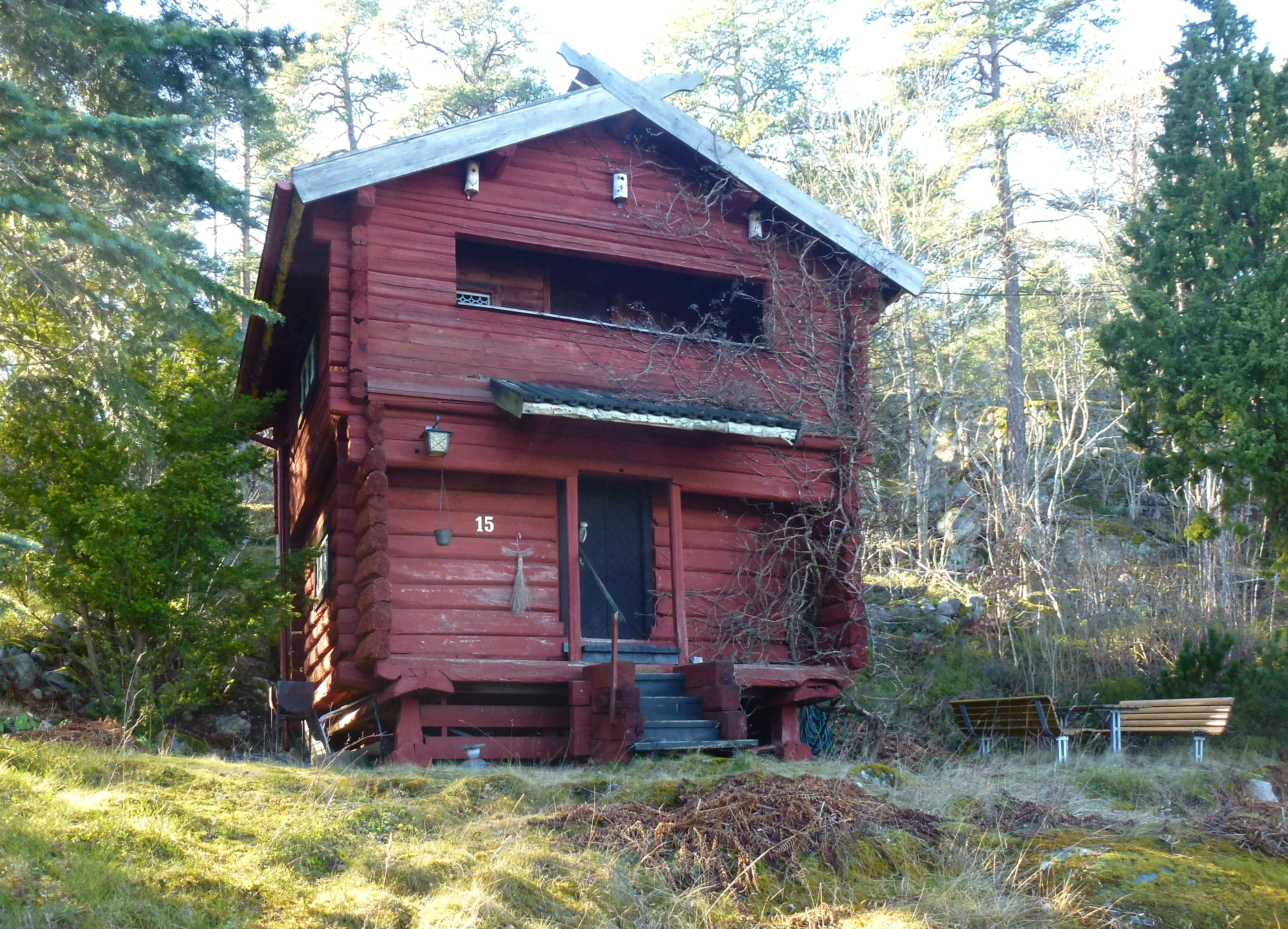
Härbret vid entrén.

De första fyra stugorna var mycket lika varann i plan och utseende och bestod av ett rum och kök. Vid entrén fanns en enkel förstukvist eller veranda. Interiört och exteriört påminde de om den klassiska kolonistugan. Byggnadsstommen bestod av plank klädd med rödmålad liggpanel och vita snickerier. Fönstren utfördes tätspröjsade och de branta sadeltaken täcktes med tjärpapp (senare utbytt mot taktegel). Till varje stuga hörde en liten trädgårdsplätt, den som ville kunde odla för husbehov. Men det blev ingen större trädgårdsskötsel utan man ägnade sig åt vandringar i skog och mark. 
Sportstugorna i Grönsta var även avsedda att nyttjas under den kalla årstiden. Redan på 1920-talet blev stugorna utbyggda, förlängda och ibland tillbyggda i vinkel. På 1930-talet uppfördes några nya stugor strax utanför själva kolonin och på 1940-talet tillkom ytterligare några enstaka stugor på bergskanten i sydväst. Idag (2020) består området av 22 lotter varav 21 används för fritidsboende. Trots förändringar bevarar Grönstakolonin fortfarande sin ursprungliga karaktär.

### Grönstakolonins framtid
För närvarande (2020) pågår arbeten med en detaljplan vars syfte är att skydda kulturmiljön i och i anslutning till Grönstakolonin. Det innebär att bevara den kulturhistoriska bebyggelsen, naturmark och vattenområden samt användningen som sportstugeområde. Planen skall även trygga allmänhetens tillträde till naturmark mellan lotterna, bygatan genom kolonin och gångar till stranden. I samband med att detaljplanen vinner laga kraft kan fastigheter bildas för respektive arrendelott. Planens skydd av kulturmiljön möjliggör att dagens arrendeavtal kan ersättas av äganderätt med bibehållande av Grönstakolonins kulturvärden.

### Bilder

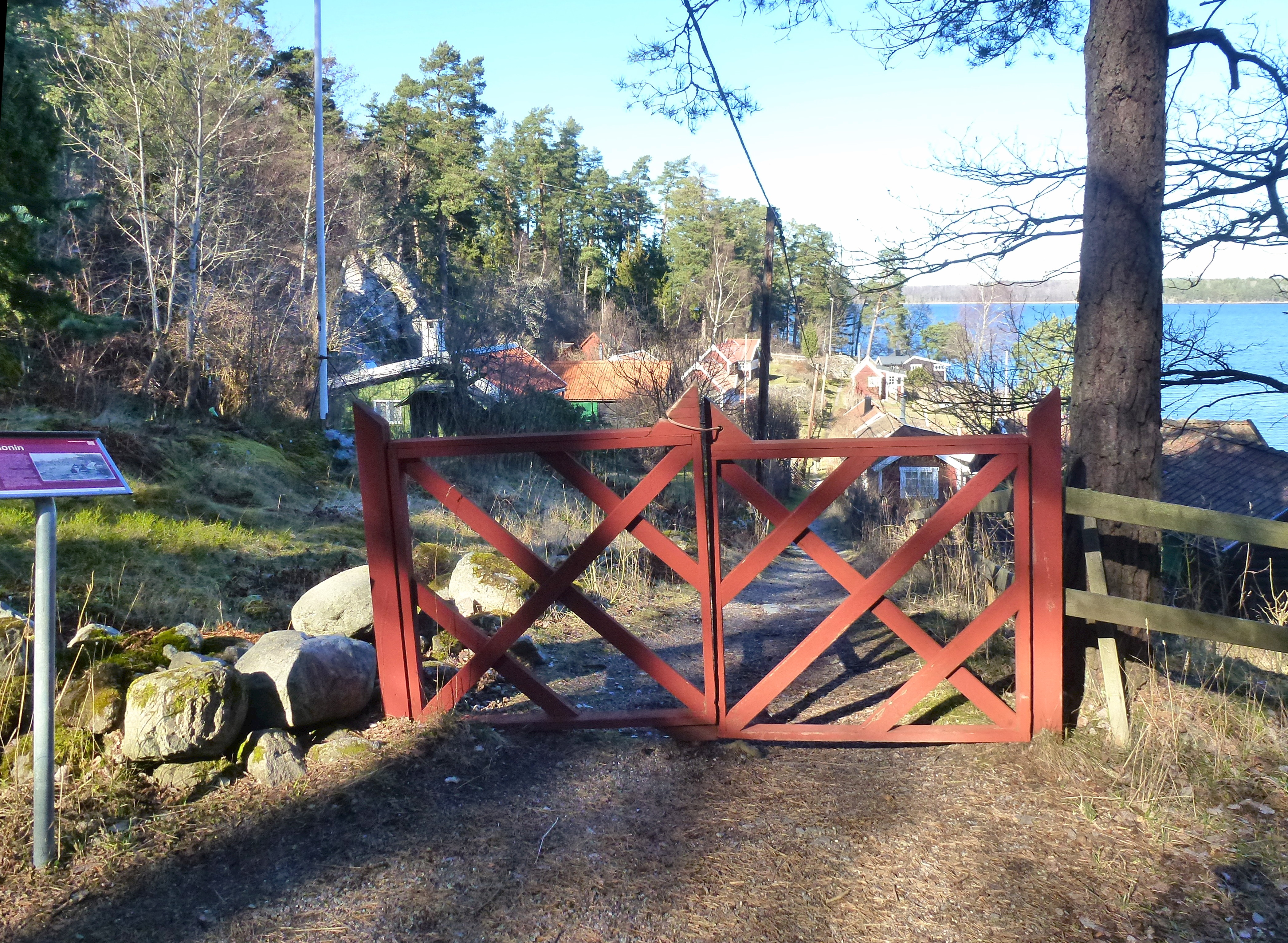
Entrén.
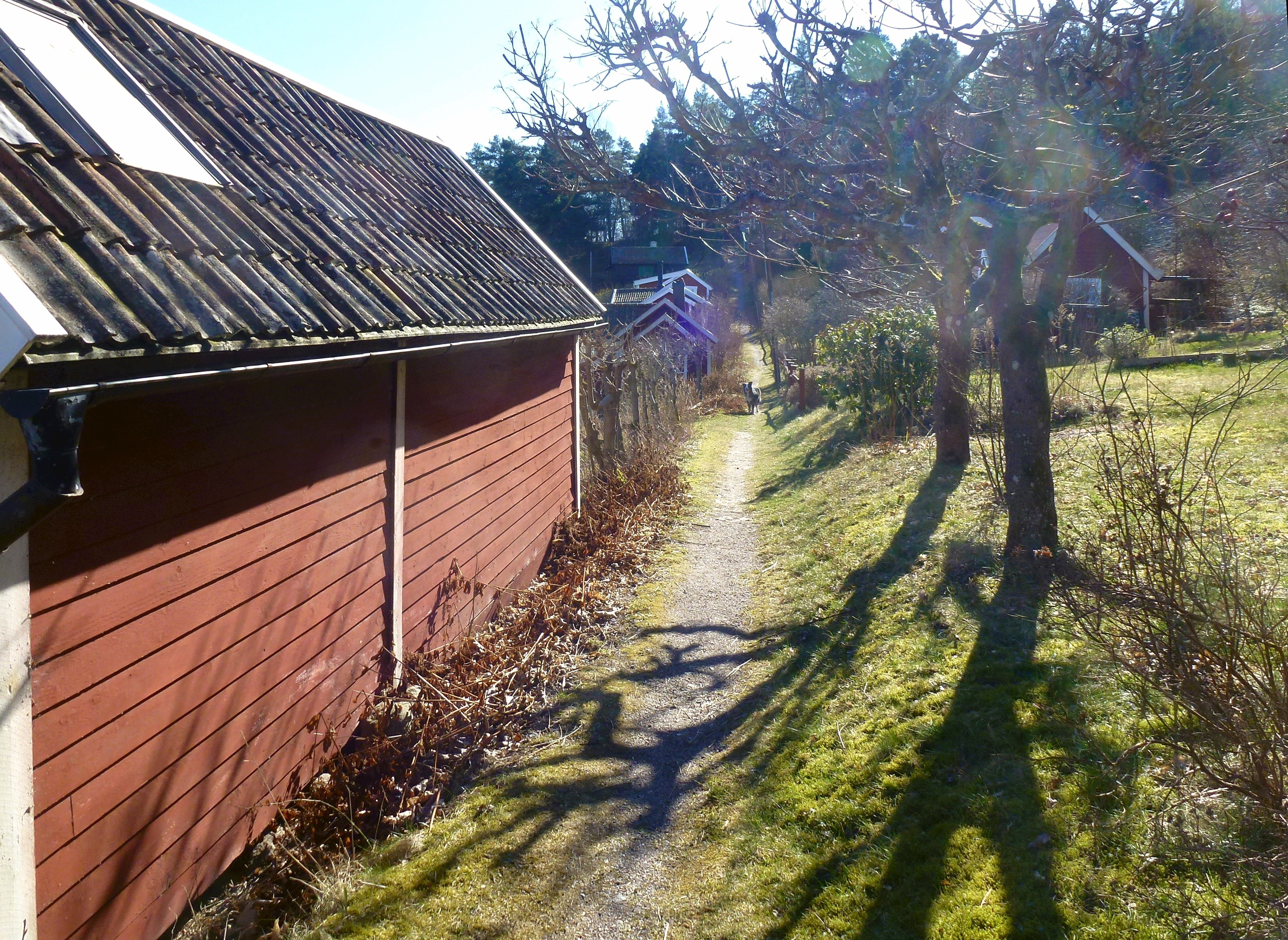
Bygatan söderut.
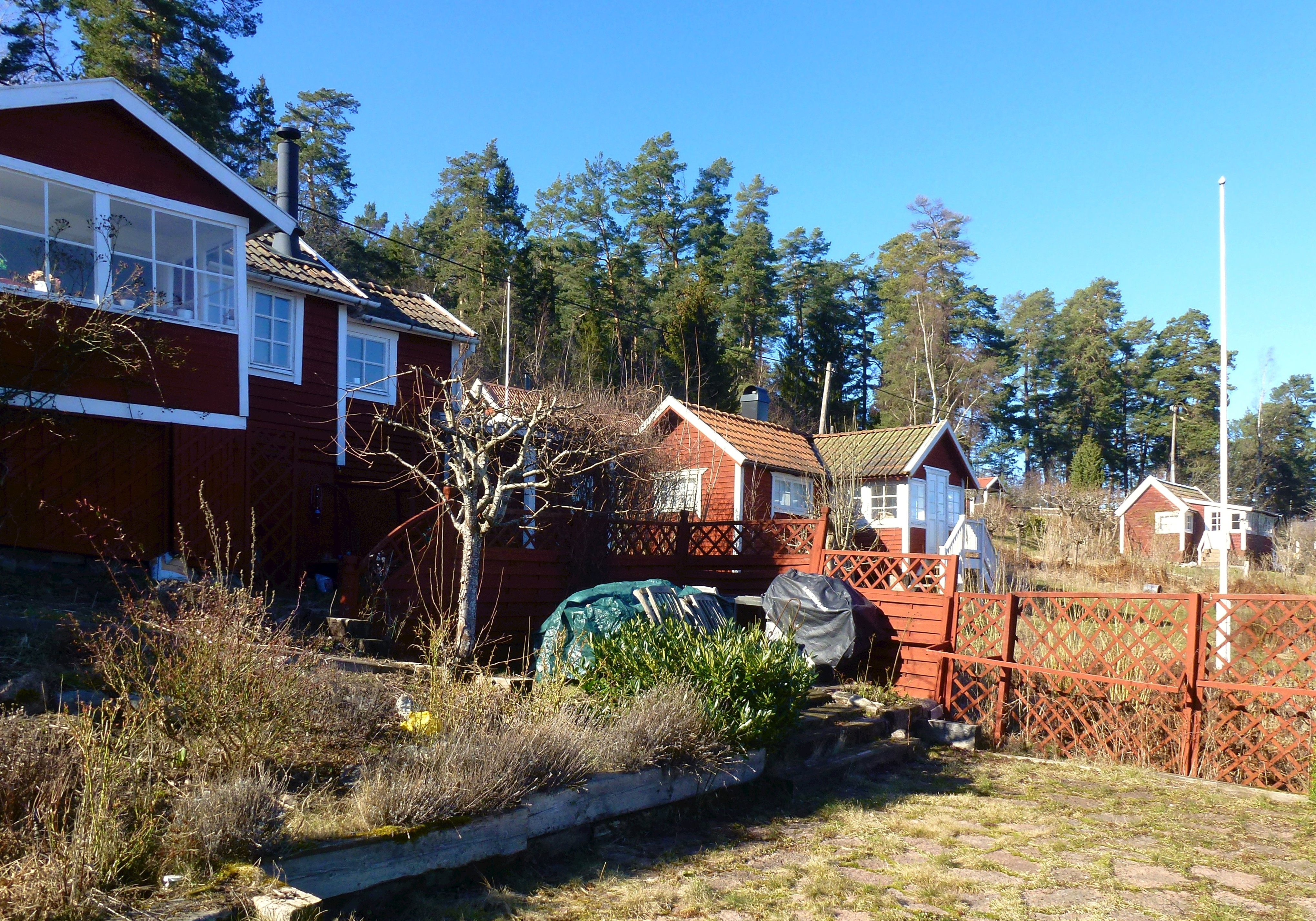
Stugorna vid stranden.
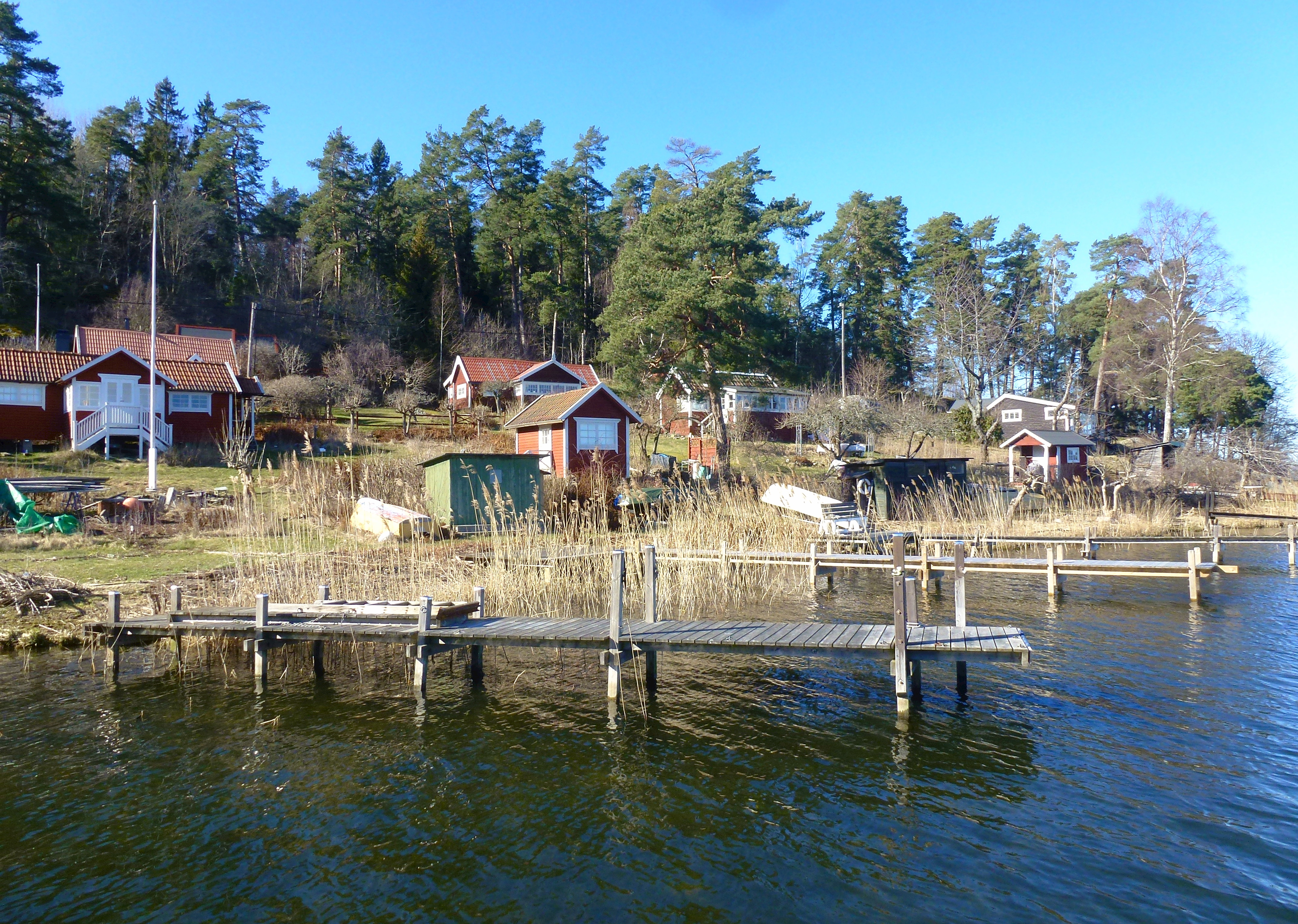
Strandområdet med bryggor.

### Prästgården
Direkt söder om Grönstakolonin står den gamla prästgården från 1820-talet. Den hör till en tämligen välbevarad gårdsbildning med manbyggnaderna samlade kring en gårdsplan och med de timrade uthusen placerade vid sidan av. Intill märks Grönsta kyrkoherdeboställe från 1910 som ritades av arkitekten Per Hallman. Byggnaden är uppförd i en enkel jugendbarock med slätputsade fasader och tegeltäckt tak. Takresningen är brant och fasaden domineras av två sidofrontoner mot norr och söder. På gärdet intill ligger även start- och mål för det årliga Lidingöloppet.